# Say heaven say hell
Say Heaven Say Hell is een nummer van de band Miss Montreal uit 2013.

## Achtergrond

### Succes
Het nummer is door Miss Montreal geschreven en werd uitgebracht op 7 december 2013. Het nummer werd een hit in Nederland. Het haalde de 17e positie in de Nederlandse Top 40, de 15e positie in de Nederlandse Mega Top 50, de 27e positie in de Nederlandse Single Top 100. Op 2 april 2014 werd het nummer bekroond met een gouden plaat.

### Utopia
Het nummer werd van 31 december 2013 tot en met 1 juni 2018 als titelsong gebruikt voor het Nederlandse televisieprogramma Utopia dat elke werkdag werd uitgezonden op SBS6. Het format werd aan verschillende landen verkocht hierdoor zong Miss Montreal ook de intro in voor Duitse (Newtopia) en Turkse (Ütopya) versie van het programma. Voor de Amerikaanse versie (Utopia) van het programma werd gekozen om een deel van de tekst aan te passen en het in te laten zingen door de Amerikaanse rockband Daughtry, zodat het nummer een betere Amerikaanse uitspraak en meer publiciteit zou krijgen.

## Hitnoteringen

### Nederlandse Top 40
| Hitnotering: 21-12-2013 t/m 08-03-2014 | Hitnotering: 21-12-2013 t/m 08-03-2014 | Hitnotering: 21-12-2013 t/m 08-03-2014 | Hitnotering: 21-12-2013 t/m 08-03-2014 | Hitnotering: 21-12-2013 t/m 08-03-2014 | Hitnotering: 21-12-2013 t/m 08-03-2014 | Hitnotering: 21-12-2013 t/m 08-03-2014 | Hitnotering: 21-12-2013 t/m 08-03-2014 | Hitnotering: 21-12-2013 t/m 08-03-2014 | Hitnotering: 21-12-2013 t/m 08-03-2014 | Hitnotering: 21-12-2013 t/m 08-03-2014 | Hitnotering: 21-12-2013 t/m 08-03-2014 | Hitnotering: 21-12-2013 t/m 08-03-2014 | Hitnotering: 21-12-2013 t/m 08-03-2014 |
| Week:                                  | 1                                      | 2                                      | 3                                      | 4                                      | 5                                      | 6                                      | 7                                      | 8                                      | 9                                      | 10                                     | 11                                     | 12                                     |                                        |
| -------------------------------------- | -------------------------------------- | -------------------------------------- | -------------------------------------- | -------------------------------------- | -------------------------------------- | -------------------------------------- | -------------------------------------- | -------------------------------------- | -------------------------------------- | -------------------------------------- | -------------------------------------- | -------------------------------------- | -------------------------------------- |
| Positie:                               | 39                                     | 35                                     | 31                                     | 30                                     | 24                                     | 17                                     | 19                                     | 21                                     | 20                                     | 24                                     | 32                                     | 30                                     | uit                                    |

### NederlandseMega Top 50
| Hitnotering: 14-12-2013 t/m 22-03-2014 | Hitnotering: 14-12-2013 t/m 22-03-2014 | Hitnotering: 14-12-2013 t/m 22-03-2014 | Hitnotering: 14-12-2013 t/m 22-03-2014 | Hitnotering: 14-12-2013 t/m 22-03-2014 | Hitnotering: 14-12-2013 t/m 22-03-2014 | Hitnotering: 14-12-2013 t/m 22-03-2014 | Hitnotering: 14-12-2013 t/m 22-03-2014 | Hitnotering: 14-12-2013 t/m 22-03-2014 | Hitnotering: 14-12-2013 t/m 22-03-2014 | Hitnotering: 14-12-2013 t/m 22-03-2014 | Hitnotering: 14-12-2013 t/m 22-03-2014 | Hitnotering: 14-12-2013 t/m 22-03-2014 | Hitnotering: 14-12-2013 t/m 22-03-2014 | Hitnotering: 14-12-2013 t/m 22-03-2014 | Hitnotering: 14-12-2013 t/m 22-03-2014 |
| Week:                                  | 1                                      | 2                                      | 3                                      | 4                                      | 5                                      | 6                                      | 7                                      | 8                                      | 9                                      | 10                                     | 11                                     | 12                                     | 13                                     | 14                                     |                                        |
| -------------------------------------- | -------------------------------------- | -------------------------------------- | -------------------------------------- | -------------------------------------- | -------------------------------------- | -------------------------------------- | -------------------------------------- | -------------------------------------- | -------------------------------------- | -------------------------------------- | -------------------------------------- | -------------------------------------- | -------------------------------------- | -------------------------------------- | -------------------------------------- |
| Positie:                               | 46                                     | 44                                     | 42                                     | 35                                     | 19                                     | 18                                     | 16                                     | 15                                     | 24                                     | 26                                     | 34                                     | 35                                     | 40                                     | 50                                     | uit                                    |

### NederlandseSingle Top 100
| Hitnotering: 28-12-2013 t/m 15-03-2014 | Hitnotering: 28-12-2013 t/m 15-03-2014 | Hitnotering: 28-12-2013 t/m 15-03-2014 | Hitnotering: 28-12-2013 t/m 15-03-2014 | Hitnotering: 28-12-2013 t/m 15-03-2014 | Hitnotering: 28-12-2013 t/m 15-03-2014 | Hitnotering: 28-12-2013 t/m 15-03-2014 | Hitnotering: 28-12-2013 t/m 15-03-2014 | Hitnotering: 28-12-2013 t/m 15-03-2014 | Hitnotering: 28-12-2013 t/m 15-03-2014 | Hitnotering: 28-12-2013 t/m 15-03-2014 | Hitnotering: 28-12-2013 t/m 15-03-2014 | Hitnotering: 28-12-2013 t/m 15-03-2014 | Hitnotering: 28-12-2013 t/m 15-03-2014 |
| Week:                                  | 1                                      | 2                                      | 3                                      | 4                                      | 5                                      | 6                                      | 7                                      | 8                                      | 9                                      | 10                                     | 11                                     | 12                                     |                                        |
| -------------------------------------- | -------------------------------------- | -------------------------------------- | -------------------------------------- | -------------------------------------- | -------------------------------------- | -------------------------------------- | -------------------------------------- | -------------------------------------- | -------------------------------------- | -------------------------------------- | -------------------------------------- | -------------------------------------- | -------------------------------------- |
| Positie:                               | 84                                     | 98                                     | 59                                     | 27                                     | 29                                     | 35                                     | 36                                     | 84                                     | 76                                     | 76                                     | 71                                     | 79                                     | uit                                    |